# Пам'ятник сімом генералам

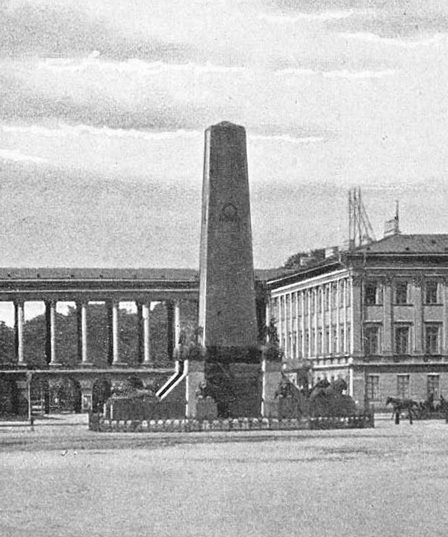
Пам'ятник сімом генералам (лоялістам у час Листопадового повстання 1830 року) на Саксонської площі у Варшаві, 1841—1894

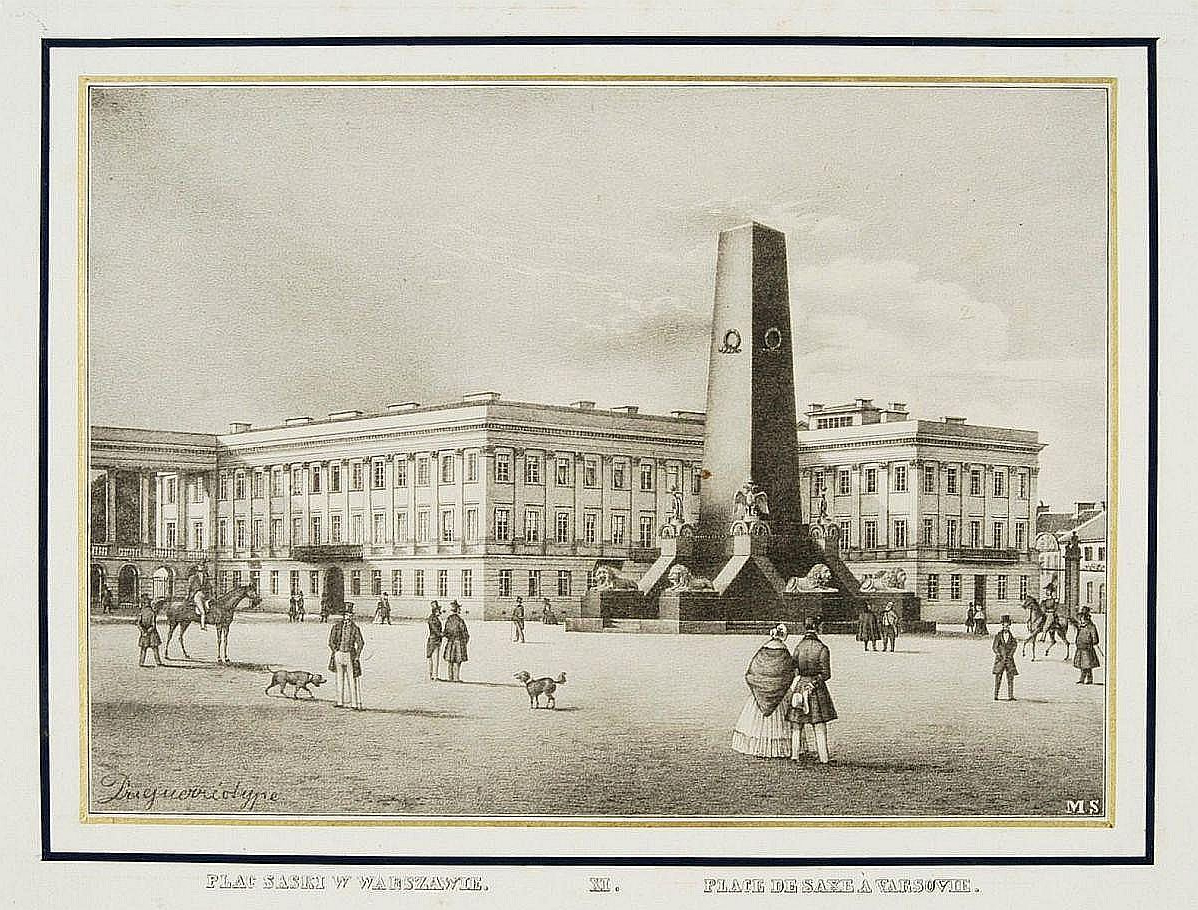
Листівка з зображенням пам'ятника

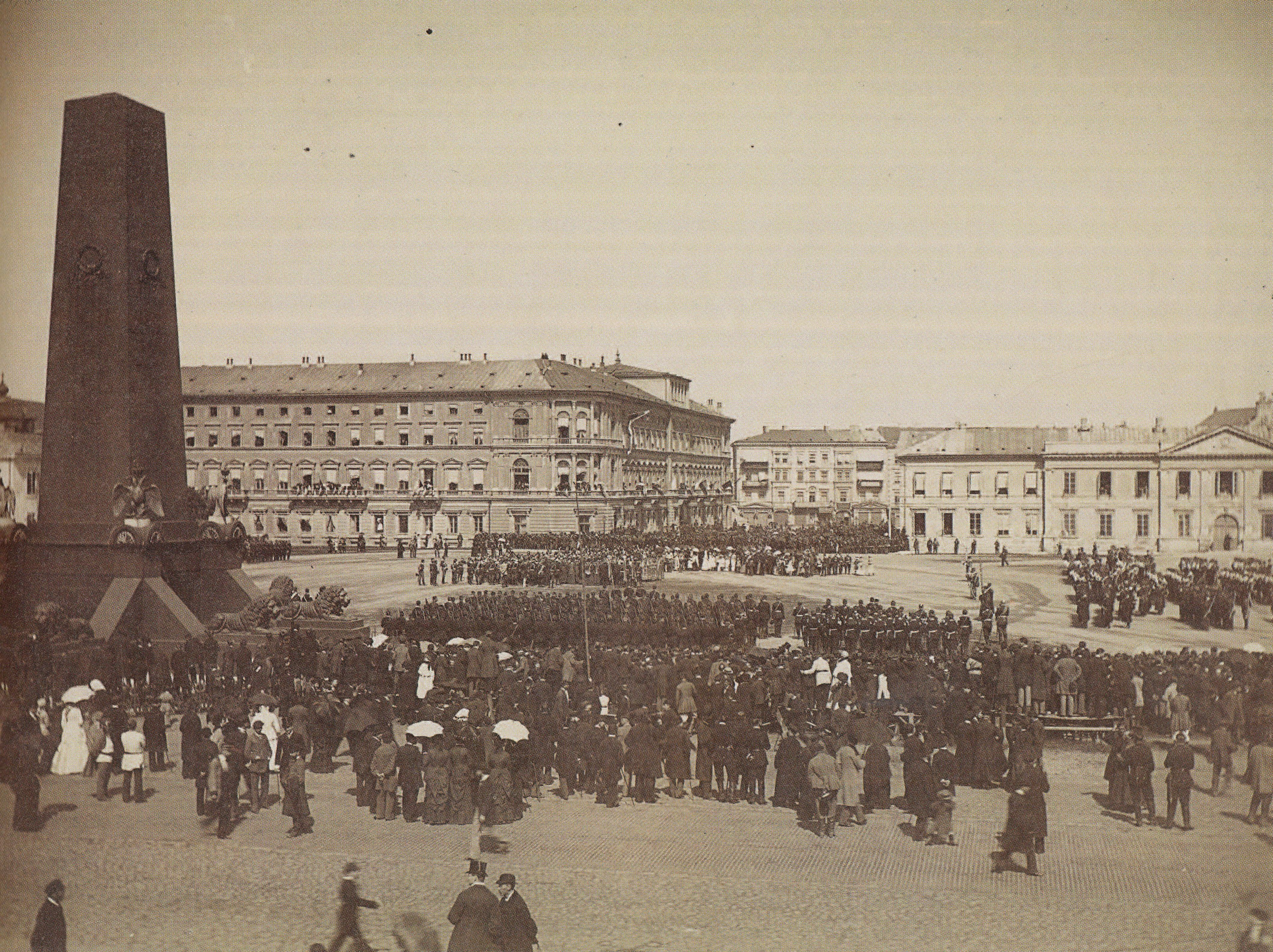
Пам'ятник під час церемонії закладення наріжного каменя для собору св. Олександра Невського, 30 серпня 1894 року

Пам'ятник сімом генералам (пол. Pomnik siedmiu generałów) — пам'ятник, встановлений у Варшаві за наказом Миколи I на честь польських воєначальників (шістьох генералів і полковника), убитих повстанцями в ході Листопадового повстання ввечері 17 (29) листопада 1830 за відмову приєднатись до повсталих і тим самим порушити присягу, дану російському цареві Миколі I. Серед поляків його було прийнято назвати «пам'ятником сімом покидькам» (pomnik „siedmiu łajdaków”).

## На честь
- Генералів:
  - Мавриція Гаука (пол. Maurycy Hauke),
  - Станіслава Потоцького (пол. Stanisław Potocki),
  - Юзефа Новицького (пол. Józef Nowicki),
  - Ігнаці Блюмера (пол. Ignacy Blumer),
  - Станіслава Трембицького (пол. Stanisław Trębicki),
  - Томаша Яна Семйонтковського (пол. Tomasz Jan Siemiątkowski)
- Полковника Філіпа Нереуша Мецішевського (пол. Filip Nereusz Meciszewski).

## Опис
Пам'ятник являв собою широкий тридцятиметровий обеліск, опертий на чотиригранному постаменті. Верхню частину обеліска прикрашали позолочені лаври. Всередині обеліска були влаштовані гвинтові сходи, що вели до його верхівки. ПРи основі на майданчиках постаменту, були зображені чотири золочені двоголові російські орли з польськими орлами на грудях.
До постаменту пам'ятника примикали вісім ескарпів, біля основи яких лежали вісім левів. Вся ця конструкція спочивала на широкій восьмигранній підставі, облицьованій мармуровими плитами. Скульптури відливалися з артилерійських гармат, захоплених у повсталих поляків.
Архітектор пам'ятника — італієць Антоніо Корацці (італ. Antonio Corazzi), який працював у Польщі; скульптор — Костянтин Геґель (пол. Konstanty Hegel). Початкові ескізи пам'ятника виконав особисто Микола I. Він же став автором написи на монументі: «Полякам, які загинули в 1830 році за вірність своєму Монарху» (пол. "Polakom poległym w 1830 roku za wierność swemu Monarsze"). На виготовлення пам'ятника пішло 346 000 фунтів заліза (близько 140 тонн) і 45 000 фунтів латуні і бронзи (близько 18,5 тонн).

## Історія
Пам'ятник був відкритий 29 листопада 1841 року, на річницю початку листопадового повстання 1830 року, на Саксонської площі, а в 1894 перенесений на Зелену площу (нині площа Домбровського), щоб звільнити місце для будівництва собору св. Олександра Невського.
Самими поляками монумент сприймався як наруга над святою пам'яттю повстанців. Пам'ятник був вкрай непопулярний серед патріотично налаштованих громадян, які вважали повсталих в 1830 героями, а загиблих від їх рук генералів — національними зрадниками. Він часто зазнавав вандалізму. У біографії Марії Кюрі, написаній її дочкою Євою Кюрі, згадується про існуючий у польських патріотів звичай плювати щоразу, проходячи повз обеліск. У цьому середовищі ходила частівка «Osiem lwów — czterech ptaków pilnuje siedmiu łajdaków» (укр. «вісім левів, чотири птиці стережуть сімох негідників»).
Після захоплення Варшави німецькими військами під час Першої світової війни був розібраний поляками в квітні 1917. Слід зазначити, що німецька влада довго (з 1915 року до 1917) не дозволяли знищувати пам'ятник і дала свій дозвіл на знесення тільки після зречення Миколи II.